# 守屋実
守屋 実（もりや みのる、1969年〈昭和44年〉- ）は日本の事業家。守屋実事務所代表。

## 人物
埼玉県出身。
1969年生まれ。明治学院大学卒。
1992年に株式会社ミスミ（現・ミスミグループ本社）に入社後、新市場開発室で、新規事業の開発に従事。メディカル、フード、オフィスの3分野への参入を提案後、自らはメディカル事業の立上げに従事。
2002年に新規事業の専門会社エムアウトを、ミスミ創業オーナーの田口弘とともに創業、複数の事業の立上げおよび売却を実施。
2010年に守屋実事務所を設立。設立前および設立間もないベンチャーを主な対象に、新規事業創出の専門家として活動。自ら、投資を実行、役員に就任、事業責任を負うスタイルを基本とする。 ラクスル、ケアプロの立上げに参画、副社長を歴任後、博報堂、メディバンクス、ジーンクエスト（ユーグレナグループ）、サウンドファン、みんなの健康、ブティックス、SEEDATA（博報堂グループ）、AuB、TOKYOJP、ミーミル、みらい創造機構、ミーミル（UZABASEグループ）、トラス、日本クラウドキャピタル、プロフェッショナル&パラレルキャリア・フリーランス協会、テックフィード、キャディ、セルム、フューチャーベンチャーキャピタル、JAXAなどの、各社取締役、顧問、理事などを兼任、リクルートホールディングスなどの各社のアドバイザーなどを歴任。2018年より内閣府 価値デザイン社会実現に資する実質的なオープンイノベーションの実施に関するタスクフォース知的財産戦略本部 検証・評価・企画委員。

## 著書
- 『新しい一歩を踏み出そう！』ダイヤモンド社 2019年
- 『起業は意志が１０割』講談社　2021年
- 『新規事業を必ず生み出す経営』日本経営合理化協会　2023年

## 監修
- 『DXスタートアップ革命』日本経済新聞出版 2021年